# AGM-183 ARRW
El AGM-183 ARRW ("Arma de respuesta rápida lanzada desde el aire") fue un modelo de misil hipersónico Misil aire-superficie planeado para ser utilizado por la Fuerza Aérea de los Estados Unidos. Desarrollado por Lockheed Martin, el vehículo de planeo impulsado es propulsado a una velocidad máxima de más de Mach 5 mediante un motor de cohete antes de planear hacia su objetivo. El programa fue cancelado en marzo de 2023 después de múltiples pruebas fallidas.

## Historia

### Desarrollo y adquisición
En agosto de 2018, la Fuerza Aérea de EE. UU. otorgó un contrato de 480 millones de dólares a Lockheed Martin para el desarrollo de un arma hipersónica lanzada desde el aire. El misil resultante, el AGM-183A ARRW ("Arrow"), se sometió a una prueba inicial de vuelo de transporte cautivo a bordo de un B-52 de la Fuerza Aérea de los Estados Unidos en junio de 2019.
En febrero de 2020, la Administración Trump propuso un aumento del 23% en la financiación de armas hipersónicas, y el mismo mes, la Fuerza Aérea de EE. UU. anunció que había decidido seguir adelante con la adquisición del AGM-183A.
En marzo de 2020, el subsecretario de Defensa para Investigación e Ingeniería, Michael Griffin, declaró que Estados Unidos estaba "cerca" de tener un arma hipersónica de impulso y planeo lista para usar.
A principios de 2023, la Oficina de Presupuesto del Congreso (CBO) estimó que una producción de 300 ARRW tendría un coste unitario de 14,9 millones de dólares por misil y un coste de programa de 5.300 millones de dólares, incluida la integración de la plataforma y 20 años de mantenimiento. Para una producción de 100, cada misil costaría 18 millones de dólares, con un coste del programa de 2.200 millones de dólares.

### Relación teorizada con el "Misil Super-Duper"
El presidente de los Estados Unidos, Donald Trump, anunció un "misil Super-Duper" durante una conferencia de prensa en la Oficina Oval el 15 de mayo de 2020. Según Trump, el misil Super-Duper es 17 veces más rápido que los misiles existentes. en el arsenal de Estados Unidos; sin embargo, Kingston Reif, de la Asociación de Control de Armas, cree que la afirmación puede haber sido una declaración errónea. El corresponsal de noticias de PBS, Nick Schifrin , ha teorizado que el "Misil Super-Duper" es el AGM-183A, al igual que el China Times.

## Diseño y actuaciones

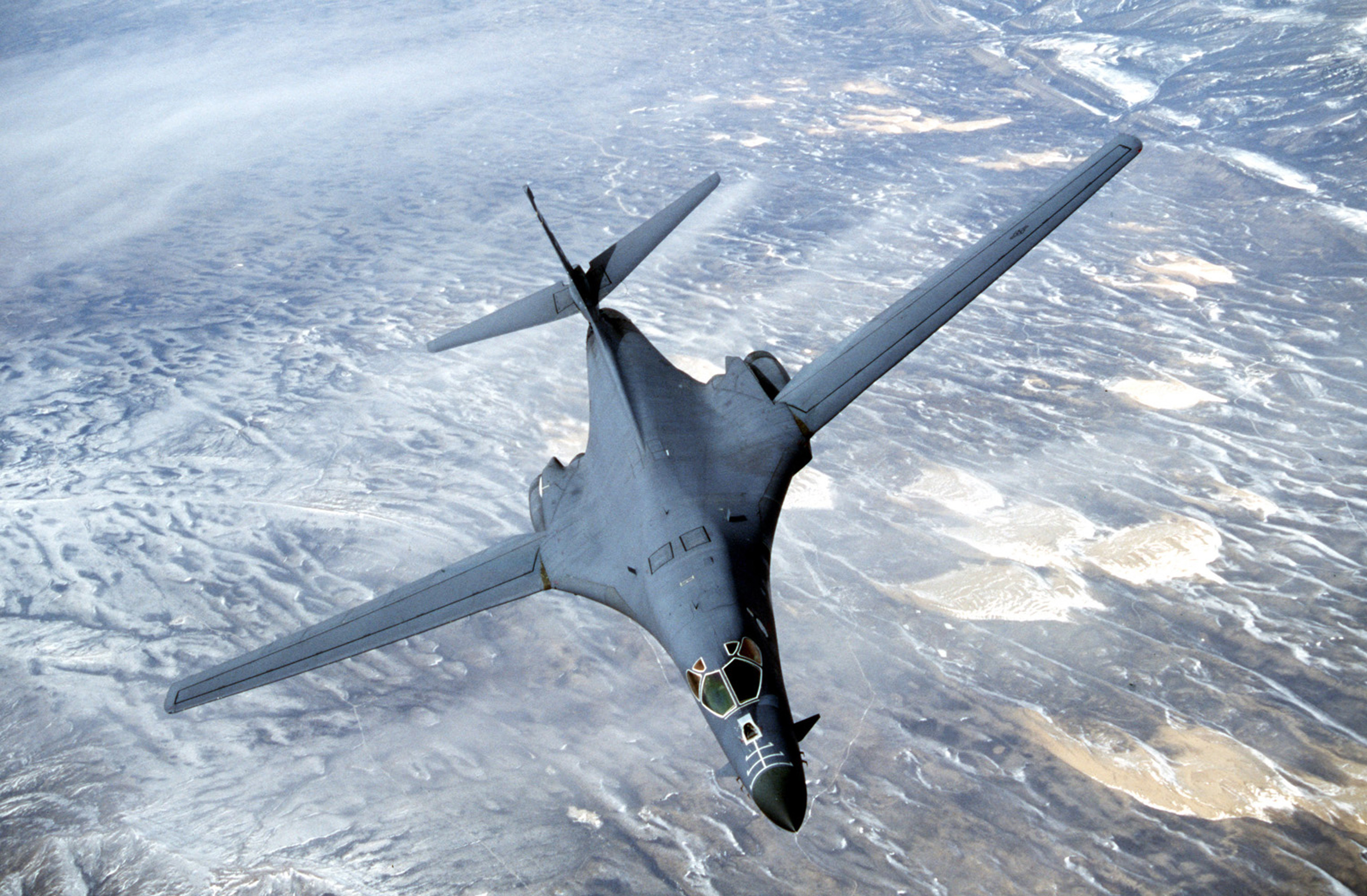
Según Popular Mechanics, la Fuerza Aérea de EE. UU. estaba considerando utilizar la flota restante de B-1B como plataforma de lanzamiento de AGM-183.

El AGM-183A tenía una velocidad máxima declarada de más de 15.000 millas por hora (24.000 km/h; Mach 20).
El arma utilizaba un sistema de impulso-deslizamiento, en el que era propulsada a velocidad hipersónica por un cohete en el que estaba montada antes de planear hacia un objetivo. Según Popular Mechanics, la Fuerza Aérea de EE. UU. estaba, en abril de 2020, considerando utilizar la flota restante de bombarderos B-1B como plataformas de disparo AGM-183A, y cada avión llevaba hasta 31 de las armas montadas internamente y en Pilones exteriores.

### Pruebas
En abril de 2021 se llevó a cabo una prueba de vuelo de refuerzo de ARRW en Point Mugu Sea Range, frente a la costa del sur de California, pero no se lanzó con éxito; esta fue la octava prueba para ARRW.
Otra prueba realizada en mayo de 2021 para los sistemas de aviónica, sensores y comunicaciones del ARRW fue exitosa. La prueba no utilizó ninguno de los sistemas del ARRW sino que utilizó un sistema basado en B-52. En un vuelo a Alaska desde la Base de la Fuerza Aérea de Barksdale en Luisiana, el B-52 pudo recibir datos de objetivos a más de 1.000 millas náuticas (1.900 km) de distancia.
En julio de 2021, una segunda prueba de vuelo en Point Mugu Sea Range, nuevamente lanzada desde un bombardero B-52, fue un fracaso porque el motor del cohete no se encendió. El 15 de diciembre de 2021, la tercera prueba de vuelo tampoco se lanzó. El 9 de marzo de 2022, el Congreso redujo a la mitad la financiación de ARRW y transfirió el saldo a la cuenta de I+D de ARRW para permitir más pruebas, lo que pone en riesgo el contrato de adquisición.
El 14 de mayo de 2022, el 419.º Escuadrón de Pruebas de Vuelo y la Fuerza de Prueba Combinada de Bombarderos de Potencia Global en la Base de Edwards de la Fuerza Aérea llevaron a cabo la primera prueba exitosa del ARRW frente a la costa del sur de California. El arma demostró separación del B-52H Stratofortress. Su propulsor se encendió y ardió durante el tiempo esperado, y el arma pudo alcanzar velocidades superiores a Mach 5 (6.100 km/h; 3.800 mph).
La USAF realizó otra prueba exitosa del misil el 12 de julio de 2022.
La USAF completó la primera prueba All-Up-Round (AUR) el 9 de diciembre de 2022. Esta prueba incluyó tanto el propulsor como el vehículo de planeo hipersónico. El 412 Escuadrilla de Pruebas de la USAF utilizó un B-52H Stratofortress, en la Base de la Fuerza Aérea Edwards.
El 13 de marzo de 2023, la Fuerza Aérea de los Estados Unidos realizó un lanzamiento de prueba hipersónico de un prototipo operativo AGM-183A desde un Boeing B-52H Stratofortress mediante la 412th Test Wing ubicada en la Base de la Fuerza Aérea Edwards en California. El secretario de la Fuerza Aérea, Frank Kendall, dijo que la prueba había fallado.

## Cancelación
El 29 de marzo de 2023, el Subsecretario de Adquisiciones, Tecnología y Logística de la Fuerza Aérea y Andrew Hunter dijeron al Subcomité de Fuerzas Tácticas Aéreas y Terrestres de la Cámara de Representantes, un comité responsable de supervisar los programas de aviación, adquisiciones y municiones militares, que el programa AGM-183A no continuaría, aunque los dos últimos vuelos de prueba completos del programa ARRW continuarían para recopilar datos para ayudar con futuros programas hipersónicos.